# كأس هونغ كونغ 1999–2000
كأس هونغ كونغ 1999–2000 هو موسم من كأس هونغ كونغ. فاز فيه Happy Valley AA ‏.